# Премія Американського інституту кіномистецтва (2012)
10 грудня 2012 року Американський інститут кіномистецтва оголосив 10 найкращих фільмів та 10 найкращих телевізійних програм за 2012 рік. Найкращих обирало журі з експертів інституту, до якого увійшли кінознавці, критики та артисти. Урочиста церемонія відбудлась 11 січня 2013 року в Лос-Анджелесі.

## 10 найкращих фільмів
- Арго / Argo
- Джанґо вільний / Django Unchained
- Життя Пі / Life of Pi
- Збірка промінців надії / Silver Linings Playbook
- Звірі дикого Півдня / Beasts of the Southern Wild
- Знедолені / Les Misérables
- Королівство повного місяця / Moonrise Kingdom
- Лінкольн / Lincoln
- Темний лицар повертається / The Dark Knight Rises
- Тридцять хвилин по півночі / Zero Dark Thirty

## 10 найкращих телевізійних програм
- Американська історія жаху: Притулок / American Horror Story: Asylum
- Американська сімейка / Modern Family
- Батьківщина / Homeland
- Божевільні / Mad Men
- Гра змінилася / Game Change
- Гра престолів / Game of Thrones
- Дівчата / Girls
- Ходячі мерці / The Walking Dead
- Луї / Louie
- Пуститися берега / Breaking Bad